# USS Willis (DE-395)
USS Willis (DE–395) là một tàu hộ tống khu trục lớp Edsall từng phục vụ cùng Hải quân Hoa Kỳ trong Chiến tranh Thế giới thứ hai. Nó là chiếc tàu chiến duy nhất của Hải quân Hoa Kỳ được đặt cái tên này, theo tên Thiếu úy Hải quân Walter Michael Willis (1917-1941), phi công phục vụ cùng Liên đội Ném bom VB-6 trên tàu sân bay Enterprise (CV-6) và đã thiệt mạng do hỏa lực phòng không bắn nhầm trong cuộc tấn công Trân Châu Cảng vào ngày 7 tháng 12, 1941. Nó đã phục vụ cho đến khi chiến tranh kết thúc, xuất biên chế năm 1946, rồi cuối cùng bị bán để tháo dỡ vào năm 1973. Willis được tặng thưởng danh hiệu Đơn vị Tuyên dương Tổng thống cùng một Ngôi sao Chiến trận do thành tích phục vụ trong Thế Chiến II.

## Thiết kế và chế tạo
Lớp Edsall có thiết kế hầu như tương tự với lớp Cannon dẫn trước; khác biệt chủ yếu là ở hệ thống động lực Kiểu FMR do được trang bị động cơ diesel Fairbanks-Morse dẫn động qua hộp số giảm tốc đến trục chân vịt. Đây là cấu hình động cơ được áp dụng rộng rãi trên tàu ngầm, được chứng tỏ là có độ tin cậy cao hơn so với lớp Cannon.
Vũ khí trang bị bao gồm ba pháo 3 in (76 mm)/50 cal trên tháp pháo nòng đơn có thể đối hạm hoặc phòng không, một khẩu đội pháo phòng không Bofors 40 mm nòng đôi và tám pháo phòng không Oerlikon 20 mm. Vũ khí chống ngầm bao gồm một dàn súng cối chống tàu ngầm Hedgehog Mk. 10 (có 24 nòng và mang theo 144 quả đạn); hai đường ray Mk. 9 và tám máy phóng K3 Mk. 6 để thả mìn sâu. Con tàu vẫn giữ lại ba ống phóng ngư lôi Mark 15 21 inch (533 mm), và được trang bị radar SC dò tìm không trung và mặt biển. Thủy thủ đoàn đầy đủ bao gồm 186 sĩ quan và thủy thủ.
Willis được đặt lườn tại xưởng tàu của hãng Brown Shipbuilding ở Houston, Texas vào ngày 17 tháng 7, 1943. Nó được hạ thủy vào ngày 14 tháng 9, 1943, được đỡ đầu bởi bà Marie E. Willis, mẹ của Thiếu úy Willis, và nhập biên chế cùng Hải quân Hoa Kỳ vào ngày 10 tháng 12, 1943 dưới quyền chỉ huy của Hạm trưởng, Thiếu tá Hải quân George Rosengarten Atterbury.

## Lịch sử hoạt động

### Mặt trận Đại Tây Dương
Sau khi hoàn tất việc trang bị tại Houston, Willis cùng tàu chị em Kretchmer (DE-329) khởi hành từ Galveston, Texas vào ngày 5 tháng 1, 1944 để đi sang khu vực Tây Ấn, đi đến Bermuda vào ngày 10 tháng 1 để tiến hành chạy thử máy huấn luyện. Nó rời Bermuda vào ngày 3 tháng 2, cùng với Kretchmer và Thomason (DE-203) đi đến Charleston, South Carolina vào ngày 6 tháng 2. Con tàu được sửa chữa sau chạy thử máy trước khi lên đường đi vịnh Chesapeake vào ngày 15 tháng 2, nơi nó hộ tống cho chiếc tàu buôn SS Exanthia đi Hampton Roads. Sang ngày 18 tháng 2, nó cùng USS Stewart (DE-238) đi đến Staten Island, New York để gia nhập Đội hộ tống 51, rồi sáp nhập cùng Đội đặc nhiệm 21.11 tại Hampton Roads vào ngày 26 tháng 2, một đội tìm-diệt tàu ngầm được hình thành chung quanh tàu sân bay hộ tống Bogue (CVE-9).
Đội đặc nhiệm 21.11 khởi hành vào ngày hôm đó, hoạt động tuần tra dọc các tuyến hàng hải vượt Đại Tây Dương để truy tìm tàu ngầm U-boat Đức. Đơn vị được tiếp liệu và bảo trì tại Casablanca, Maroc thuộc Pháp từ ngày 18 đến ngày 22 tháng 3, và tại Trinidad, Tây Ấn vào ngày 12 tháng 4, giữa các chuyến tuần tra. Họ ghi được chiến công đầu tiên vào ngày 13 tháng 3, khi các tàu khu trục Hobson (DD-464), tàu hộ tống khu trục Haverfield (DE-393), tàu frigate Canada HMCS Prince Rupert (K324) phối hợp với máy bay xuất phát từ Bogue đã đánh chìm chiếc U-575 lúc 18 giờ 44 phút tại vị trí về phía Bắc quần đảo Azores, ở tọa độ 46°18′B 27°34′T / 46,3°B 27,567°T; 18 thành viên thủy thủ đoàn chiếc U-boat đã tử trận, và 37 người sống sót bị bắt làm tù binh.
Willis tiếp tục hoạt động trong thành phần đội đặc nhiệm của Bogue trong mùa Hè năm 1944, một lần nữa được tiếp liệu tại Casablanca từ ngày 29 tháng 5 đến ngày 2 tháng 6, trước khi Đội đặc nhiệm 22.2 di chuyển đến Bermuda. Vào ngày 24 tháng 6, tại một vị trí cách quần đảo Cape Verde 500 nmi (930 km) về phía Tây Bắc, máy bay của Bogue lại tiêu diệt thêm tàu ngầm RO-501 của Hải quân Nhật (nguyên là chiếc U-1224 của Đức) tại tọa độ 18°08′B 33°13′T / 18,133°B 33,217°T; toàn bộ 52 thành viên thủy thủ đoàn (có hai người Đức) cùng bốn hành khách Nhật Bản đều tử trận. Đội đặc nhiệm 22.2 về đến Bermuda vào ngày 30 tháng 6, rồi khởi hành đi Hampton Roads vào ngày 1 tháng 7, nơi đội đặc nhiệm được giải tán sau khi đến nơi hai ngày sau đó.
Sau khi được sửa chữa tại Bayonne, New Jersey từ ngày 4 đến ngày 14 tháng 7, nhập trở lại Đội hộ tống 52 cho một đợt huấn luyện ôn tập ngoài khơi Casco Bay, Maine. Nó quay trở lại Hampton Roads và đi đến Norfolk, Virginia vào ngày 22 tháng 7. Nó lên đường vào ngày hôm sau trong thành phần Đội đặc nhiệm 22.3, để hộ tống cho Bogue đi đến Bermuda. Lực lượng tiến hành tập trận chống tàu ngầm và thực hành tác xạ trên đường đi trước khi đến nơi vào ngày 29 tháng 7. Đội đặc nhiệm lên đường tuần tra vào ngày 2 tháng 8; bốn ngày sau đó Willis dò được tín hiệu một mục tiêu qua sonar lúc 13 giờ 53 phút, nó tấn công bằng một loạt súng cối chống ngầm Hedgehog nhưng không có kết quả. Một tuần sau đó con tàu tham gia tìm kiếm một máy bay xuất phát từ Bogue bị mất tích, nhưng không có kết quả.
Vào ngày 20 tháng 8, tại vùng biển Bắc Đại Tây Dương về phía Đông Nam Newfoundland, máy bay xuất phát từ Bogue đã phát hiện và tấn công đánh chìm chiếc U-1229 tại tọa độ 42°20′B 51°39′T / 42,333°B 51,65°T; 18 thành viên thủy thủ đoàn chiếc U-boat đã tử trận, và 41 người sống sót bị bắt làm tù binh.Willis đã đi đến hiện trường để tham gia tìm kiếm những người sống sót, vớt được ba thi thể, và lấy mẫu dầu diesel từ vệt dầu loang ở nơi tàu đắm. Việc tìm kiếm chấm dứt lúc 17 giờ 30 và nó quay trở lại đội hình của Bogue. Đội đặc nhiệm 22.3 đi đến Argentia, Newfoundland vào ngày 24 tháng 8 cho một đợt bảo trì và tiếp liệu ngắn trước khi tiếp nối hoạt động tuần tra.
Trong chuyến tuần tra tiếp theo, Willis bắt được một tín hiệu sonar lúc 11 giờ 47 phút ngày 14 tháng 9, nó bắn một loạt súng cối chống ngầm Hedgehog và hai lượt mìn sâu trước khi thả một phao tiêu đánh dấu vị trí. Tàu chị em Swenning (DE-394) cùng tham gia cuộc truy tìm lúc 16 giờ 00, và cả hai tung ra những lượt tấn công phối hợp nhưng không mang lại kết quả. Họ hủy bỏ việc truy tìm lúc 19 giờ 06 phút ngày hôm sau. Đến ngày 16 tháng 9, Willis truy tìm một máy bay từ cất cánh từ tàu sân bay bị mất liên lạc, và dẫn đường cho nó quay trở lại tàu. Willis quay trở về Xưởng hải quân New York vào ngày 25 tháng 9 để sửa chữa, rồi cùng Đội hộ tống 51 khởi hành đi New London, Connecticut vào ngày 7 tháng 10. Họ thực hành chống tàu ngầm ngoài khơi New London trong một tuần trước khi đi đến Norfolk, và gia nhập Đội đặc nhiệm 22.3 vào ngày 23 tháng 10. Đi đến Bermuda, đơn vị thực tập tác xạ và thực hành chống tàu ngầm từ ngày 25 tháng 10 đến ngày 20 tháng 11.
Quay trở lại New York, Willis được sửa chữa khẩn cấp từ ngày 25 tháng 11 đến ngày 4 tháng 12, khi nó lên đường để gia nhập Đội đặc nhiệm 22.3, tiếp tục tập trung chung quanh tàu sân bay Bogue. Trong những ngày tiếp theo đội đặc nhiệm hoạt động tại vùng biển Đông Bắc, trong bối cảnh thời tiết khắc nghiệt mùa Đông tại Bắc Đại Tây Dương; có lúc con tàu bị nghiêng lắc đến 62 độ. Họ bắt được nhiều tín hiệu nghi ngờ qua sonar nhưng đều tấn công không có kết quả, và quay trở về Norfolk vào ngày 16 tháng 12. Đơn vị đi đến khu vực Tây Ấn thuộc Anh để thực hành chống tàu ngầm từ ngày 28 tháng 12, 1944 đến ngày 14 tháng 1, 1945, rồi quay trở lại Casco Bay ngang qua New York để thực hành tác xạ và huấn luyện chống ngầm. Willis đã phục vụ canh phòng máy bay cho Bogue khi chiếc tàu sân bay huấn luyện chuẩn nhận phi công ngoài khơi Quonset Point và vịnh Narragansett, rồi đi vào Xưởng hải quân New York để bảo trì. Khi hoàn tất việc sửa chữa nó đi lên phía Bắc để tiếp tục hoạt động huấn luyện tại Casco Bay.
Sau một đợt bảo trì ngắn tại Xưởng hải quân Boston, Willis tiếp tục huấn luyện tại Casco Bay trước khi đi đến New London để thực hành chống tàu ngầm. Nó gia nhập Đơn vị Đặc nhiệm 22.3.1 vào cuối tháng 3 để tiếp tục thực hành huấn luyện trước khi tham gia Đội đặc nhiệm 22.14 vào ngày 31 tháng 3. Nó dàn phần lớn tuần lễ đầu tháng 4 để tuần tra chống xâm nhập dọc theo vùng bờ Đông, rồi đi đến Norfolk vào ngày 8 tháng 4, nó hướng lên phía bắc hai ngày sau đó cùng đội đặc nhiệm của Bogue tuần tra dọc bờ biển Rhode Island trước khi đi đến Melville, Rhode Island vào giữa tháng 4.
Khởi hành từ Melville trong thành phần Đội đặc nhiệm 22.3 vào ngày 16 tháng 4, Willis tiến hành tuần tra tìm-diệt tàu ngầm trong khuôn khổ Chiến dịch Teardrop, một nỗ lực ngăn chặn tàu ngầm U-boat thế hệ mới được trang bị ống hơi. Bốn ngày sau đó, Đội đặc nhiệm 22.3 gặp gỡ Đội đặc nhiệm 22.4, và đến 08 giờ 40 phút ngày 24 tháng 4, tàu hộ tống khu trục chị em USS Frederick C. Davis (DE-136) trúng ngư lôi phóng tử chiếc U-546 và đắm tại tọa độ 43°52′B 40°15′T / 43,867°B 40,25°T. U-546 lập tức bị các tàu khác của đội đặc nhiệm truy đuổi, và sau mười giờ lẩn tránh đã phải nổi lên mặt nước. Chiếc tàu U-boat bị đánh chìm bởi hỏa lực hải pháo tại tọa độ 43°53′B 40°07′T / 43,883°B 40,117°T; 26 thành viên thủy thủ đoàn chiếc U-boat đã tử trận, và 33 người khác sống sót bị bắt làm tù binh.
Vào ngày 27 tháng 4, Willis dò được tín hiệu sonar một mục tiêu nghi ngờ; nó bắn một loạt súng cối chống ngầm Hedgehog, và có tàu hộ tống khu trục chị em Cockrill (DE-398) cùng tham gia cuộc săn đuổi, bắn thêm một loạt Hedgehog khác lúc 21 giờ 38 phút. Cả hai rút lui sau khi có Swenning và Janssen (DE-396) tham gia cuộc truy tìm. Đến 00 giờ 40 phút ngày hôm sau, có thêm các tàu hộ tống Hayter (DE-212), Hubbard (DE-211) và Otter (DE-210) tham gia cùng bốn tàu lực lượng săn đuổi, nhưng không chiếc nào đem lại kết quả rõ rệt. Sang ngày 30 tháng 4, Willis và Swenning cùng Đơn vị Đặc nhiệm 22.7.1 và Đội đặc nhiệm 22.8 rút khỏi hoạt động truy tìm để điều tra một mục tiêu khác do máy bay xuất phát từ tàu sân bay hộ tống Core (CVE-13) phát hiện.
Gia nhập trở lại Đội đặc nhiệm 22.3 vào ngày 1 tháng 5, Willis bị hư hại tấm chắn tháp pháo số 1 và thủng một lổ 4 in (100 mm) trên sàn tàu do một cơn sóng biển to ập đến. Đội kiểm soát hư hỏng trên tàu đã kịp thời sửa chữa khẩn cấp, giúp nó di chuyển độc lập về Bayonne, New Jersey an toàn. Lúc con tàu còn đang được sửa chữa, Đức Quốc xã đã đầu hàng giúp cho chiến tranh kết thúc tại Châu Âu.

### Mặt trận Thái Bình Dương
Sau khi hoàn tất việc sửa chữa, Willis chuẩn bị để được điều sang Mặt trận Thái Bình Dương. Nó được đại tu trong một tháng tại Xưởng hải quân Norfolk trước khi lên đường đi sang vịnh Guantánamo, Cuba để huấn luyện ôn tập từ ngày 2 đến ngày 15 tháng 7, rồi cùng Đội hộ tống 7 hướng sang vùng kênh đào Panama. Hải đội băng qua kênh đào từ ngày 17 đến ngày 19 tháng 7, và đi đến San Diego, California vào ngày 26 tháng 7; đơn vị tiếp tục hành trình đi sang quần đảo Hawaii và đi đến Trân Châu Cảng vào ngày 7 tháng 8. Con tàu vẫn đang tiếp tục huấn luyện tại vùng biển Hawaii khi Nhật Bản chấp nhận đầu hàng vào ngày 15 tháng 8, giúp chấm dứt vĩnh viễn cuộc xung đột.
Lên đường vào ngày 20 tháng 8 trong thành phần Đơn vị Đặc nhiệm 12.5.1, Willis hướng sang khu vực quần đảo Mariana, đi đến Saipan vào ngày 30 tháng 8, rồi khởi hành ngay ngày hôm sau để hộ tống cho tàu chở quân Wharton (AP-7) quay lại quần đảo Marshall, đi đến đảo san hô Eniwetok vào ngày 3 tháng 9. Nó tiếp tục hộ tống cho tàu vận chuyển tấn công Lycoming (APA-155) đi đến Saipan từ ngày 6 đến ngày 9 tháng 9, rồi đến ngày 13 tháng 9 lại di chuyển từ Saipan đến Guam. Nó trình diện để phục vụ cùng Tư lệnh Tàu ngầm Hạm đội Thái Bình Dương, và hoạt động tại trong vai trò tàu mục tiêu để huấn luyện tàu ngầm cho đến hết năm 1945. Nó rời khu vực Mariana vào ngày 10 tháng 1, 1946 để quay trở về Hoa Kỳ ngang qua Trân Châu Cảng.
Về đến San Pedro, California vào ngày 28 tháng 1, nó tiếp tục hành trình để đi sang vùng bờ Đông, băng qua kênh đào Panama trong các ngày 19 và 20 tháng 2, rồi đi đến Houston, Texas vào ngày26 tháng 2. Con tàu tiếp tục đi đến Green Cove Springs, Florida, nơi nó được cho xuất biên chế vào ngày 14 tháng 6, 1946, và đưa về neo đậu cùng Đội Florida thuộc Hạm đội Dự bị Đại Tây Dương. Nó sau đó được chuyển đến Đội Philadelphia vào ngày 29 tháng 8, 1957, nhưng không bao giờ hoạt động trở lại, và được cho rút tên khỏi danh sách Đăng bạ Hải quân vào ngày 1 tháng 7, 1972. Con tàu cuối cùng bị bán cho hãng Edward O. Sanchez tại New Bedford, Massachusetts để tháo dỡ vào ngày 17 tháng 8, 1973.

## Phần thưởng
Willis được tặng thưởng danh hiệu Đơn vị Tuyên dương Tổng thống cùng một Ngôi sao Chiến trận do thành tích phục vụ trong Thế Chiến II.
|  |             |  |
|  | Bronze star |  |

| Dãi băng Hoạt động Tác chiến (truy tặng)      | Đơn vị Tuyên Dương Tổng thống                                                | Huân chương Chiến dịch Hoa Kỳ        |
| Huân chương Chiến dịch Châu Á-Thái Bình Dương | Huân chương Chiến dịch Châu Âu-Châu Phi-Trung Đông với 1 Ngôi sao Chiến trận | Huân chương Chiến thắng Thế Chiến II |